# Dansk Melodi Grand Prix 2020
Der 50. Dansk Melodi Grand Prix fand am 7. März 2020 in der Royal Arena in der dänischen Hauptstadt Kopenhagen statt und war der dänische Vorentscheid für den Eurovision Song Contest 2020 in Rotterdam (Niederlande) sein. Es war das erste Mal seit 2002, dass die Veranstaltung wieder in Kopenhagen stattfindet. Das Duo Ben & Tan gewann mit dem Lied Yes.

## Format

### Konzept
Am 10. Mai 2019 bestätigte die öffentlich-rechtliche Rundfunkanstalt Danmarks Radio (DR) die Teilnahme Dänemarks am Eurovision Song Contest 2020. Mit dieser Bestätigung einhergehend wurde angekündigt, dass der Dansk Melodi Grand Prix 2020 in der Royal Arena in Kopenhagen stattfinden soll. Damit kehrt der Vorentscheid nach 2002 in die dänische Hauptstadt zurück.
Am 2. Oktober 2019 stellte DR das Konzept für den Vorentscheid vor. Demnach werden wieder zehn Teilnehmer am Vorentscheid am 7. März 2020 teilnehmen. Anders als in den vergangenen Jahren, wird eine Jury nur sieben Teilnehmer und deren Lieder auswählen. Die drei weiteren Teilnehmer sollen durch die Zuschauer von DR P4 bestimmt werden. Die neun Regionalsender von DR P4 (DR P4 Bornholm, DR P4 Fyn, DR P4  København, DR P4 Midt & Vest, DR P4 Nordjylland, DR P4 Sjælland, DR P4 Syd (DR P4 Esbjerg), DR P4 Trekanten, DR P4 Østjylland) werden in Zusammenarbeit mit einer neunköpfigen Jury aus den eingereichten Beiträgen neun Lieder auswählen, über die im Januar 2020 abgestimmt werden kann. Die Regionen Syd, Øst und Nord wählen jeweils einen Beitrag aus. Zusätzlich wird eine Jury zwei weitere Beiträge auswählen, die einen Startplatz im Finale erhalten. Im Finale werden sie dann auf fünf bereits qualifizierte Interpreten treffen.
Folgende Jurymitglieder sind für die Auswahl verantwortlich:
- Sebastian Lind (DR P4 Fyn)
- Jacob Hansen (P4 Syd)
- Søren Krogh (P4 Trekanten)
- Bryan Rice (P4 Sjælland)
- Jonas Petersen (P4 København)
- James Benedict Thomas (DR P4 Bornholm)
- Laura Mo (P4 Nordjylland)
- Julie Berthelsen (DR P4 Østjylland)
- Marie Frank (P4 Midt & Vest)

Ziel sei es laut Gustav Lützhøft, die Zuschauer noch früher in den Auswahlprozess für den dänischen Beitrag einzubinden und eine möglichst große musikalische Bandbreite anzubieten.
Am 6. März 2020 verkündete DR, dass der dänische Vorentscheid aufgrund des Coronavirus nicht vor Publikum stattfinden wird. DR folgt daher der Empfehlung der dänischen Ministerpräsidentin Mette Frederiksen, alle Veranstaltungen, bei denen mehr als 1.000 Zuschauer versammelt sein werden, abzusagen oder zu verschieben. Die Sendeanstalt entschied sich dagegen, den Vorentscheid vor einer festgelegten Höchstgrenze von 1.000 Zuschauern, auszutragen. Stattdessen findet der Wettbewerb zum ersten Mal ohne Zuschauer statt. Ursprünglich sollten etwa 10.000 Zuschauer den Vorentscheid in der Royal Arena verfolgen.

### Moderation
Am 17. Januar 2020 gab DR bekannt, dass 2020 erneut ein Duett die Sendung moderieren wird. Demnach werden Hella Joof und Rasmus Bjerg die Moderation übernehmen.

### Beitragswahl
Vom 2. Oktober bis zum 1. November 2019 hatten Komponisten die Gelegenheit, einen Beitrag bei DR einzureichen.

## Halbfinale

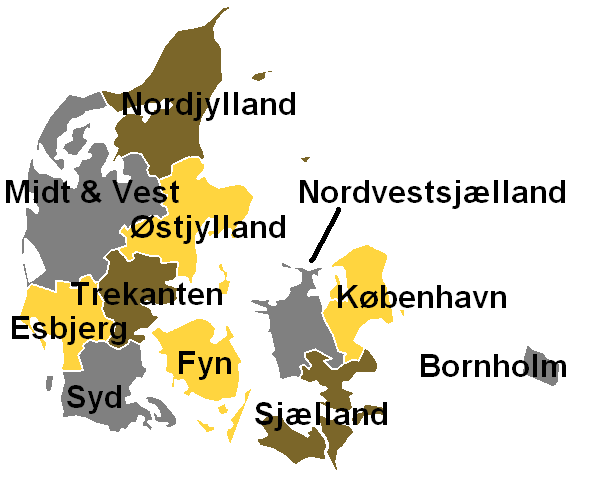
Die Regionen von DR P4

Am 20. Januar 2020 wurden die Teilnehmer und deren Lieder des regionalen Vorentscheides vorgestellt. Insgesamt fünf dieser Interpreten werden sich für das Finale qualifizieren. Drei wählen die Zuschauer aus, die beiden weiteren Teilnehmer werden durch eine Jury bestimmt. Am 24. Januar 2020 wurden die drei Sieger der Zuschauerabstimmung bekannt gegeben, während die zwei von der Jury ausgewählten Finalisten am 31. Januar 2020 präsentiert werden sollen.
| Interpret                                           | Lied Musik (M) und Text (T)                                                                                 | Sprache                            | Übersetzung (Inoffiziell)            |
| Syd: P4 Fyn, P4 Syd & P4 Trekanten                  | Syd: P4 Fyn, P4 Syd & P4 Trekanten                                                                          | Syd: P4 Fyn, P4 Syd & P4 Trekanten | Syd: P4 Fyn, P4 Syd & P4 Trekanten   |
| --------------------------------------------------- | --- | ---------------------------------- | ------------------------------------ |
| Jamie Talbot                                        | Bye Bye Heaven M/T: Tom Oehler, Hampus Eurenius, Aron Blom                                                  | Englisch                           | Tschüss Himmel                       |
| Kenny Duerlund                                      | Forget It All M/T: Henrik Tala, Mila Falls, Patrick Jean, Kenny Duerlund                                    | Englisch                           | Alles vergessen                      |
| Nick Jones                                          | 2 AM M/T: Jon Hällgren, Lukas Hällgren, Hampus Eurenius, George Keller                                      | Englisch                           | 2 Uhr                                |
| Øst: P4 Sjælland, P4 Hovedstaden & P4 Bornholm      | |                                    |                                      |
| SamSara                                             | For You M/T: Lars „Chief 1“ Pedersen, Remee, Kwamie Liv, Sara Amalie Gerup                                  | Englisch                           | Für dich                             |
| Søren Okholm                                        | Impossible Dreamers M/T: Tobias Stigaard Stenkjær, Peter Jantzen, Nanna Supriya Wedel, Søren Fynbo Okholm   | Englisch                           | Unmögliche Träumer                   |
| Ben & Tan                                           | Yes M/T: Emil Lei, Jimmy Jansson, Linnea Deb                                                                | Englisch                           | Ja                                   |
| Nord: P4 Nordjylland, P4 Midt, Vest & P4 Østjylland | |                                    |                                      |
| Emil                                                | Ville ønske jeg havde kendt dig M/T: Esben Svane, Emil Vestergaard Klausen, Gavyn Matthew Bailey, Tim Schou | Dänisch                            | Ich wünschte, ich hätte dich gekannt |
| Sander Sanchez                                      | Screens M/T: Jonas Thander, Liam Craig, Christopher Wortley                                                 | Englisch                           | Bildschirme                          |
| MieLou                                              | We Could Be So Beautiful M/T: Thomas Reil, Jeppe Reil, Bruce R. F. Smith, Eric Lumiere                      | Englisch                           | Wir könnten so schön sein            |

 Kandidat hat sich für das Finale qualifiziert.
 Kandidat hat sich per Wildcard für das Finale qualifiziert.

## Finale
Die Veranstaltung fand am 7. März 2020 in der Royal Arena in Kopenhagen statt, die ursprünglich 10.000 Zuschauern Platz bieten sollte. Aufgrund des Coronavirus fand der Dansk Melodi Grand Prix erstmals nicht vor Zuschauern statt. Die Sendung wurde von Hella Joof und Rasmus Bjerg moderiert.
Die zehn Finalisten setzen sich aus den drei Siegern des Halbfinales zusammen, die von den Zuschauern bestimmt wurden. Zwei weitere Finalisten von den Halbfinalteilnehmern, die durch eine Jury bestimmt wurden, wurden am 31. Januar 2020 bekannt gegeben. Die restlichen fünf Finalteilnehmer wurden von DR direkt bestimmt und wurden ebenfalls am 31. Januar 2020 vorgestellt. In der ersten Runde präsentierten alle zehn Finalisten ihre Beiträge. Ein Jury und die Zuschauer bestimmten zu gleichen Teilen, welche drei Interpreten in das Superfinale einziehen und dort ein weiteres Mal ihre Beiträge vorstellen. Die Jury bestand aus  Pelle Peter Jencel, Mich "Cutfather" Hansen, Ida Corr, Lasse „Pilfinger“ Kramhøft und Nicolai Molbech.
| Startnr. | Interpret                    | Lied Musik (M) und Text (T)                                                                                 | Sprache  | Übersetzung (Inoffiziell)            |
| -------- | ---------------------------- | --- | -------- | ------------------------------------ |
| 01       | Isam B                       | Bølger M/T: Babak Vakili, Isam Bachiri, Morten Woods                                                        | Dänisch  | Wellen                               |
| 02       | Ben & Tan                    | Yes M/T: Emil Lei, Jimmy Jansson, Linnea Deb                                                                | Englisch | Ja                                   |
| 03       | Maja & De Sarte Sjæle        | Den eneste goth i Vejle M/T: Timo Mastrup-Andersen                                                          | Dänisch  | Der einzige Goth in Vejle            |
| 04       | Benjamin Kissi               | Faith M/T: Benjamin Kissi, Frederik Tao Nordsøe Schjoldan, Gisli Gislason                                   | Englisch | Glaube                               |
| 05       | Emil                         | Ville ønske jeg havde kendt dig M/T: Esben Svane, Emil Vestergaard Klausen, Gavyn Matthew Bailey, Tim Schou | Dänisch  | Ich wünschte, ich hätte dich gekannt |
| 06       | Sys Bjerre                   | Honestly M/T: Lasse Lyngbo, Sys Bjerre                                                                      | Englisch | Ehrlich                              |
| 07       | Jamie Talbot                 | Bye Bye Heaven M/T: Tom Oehler, Hampus Eurenius, Aron Blom                                                  | Englisch | Tschüss Himmel                       |
| 08       | Sander Sanchez               | Screens M/T: Jonas Thander, Liam Craig, Christopher Wortley                                                 | Englisch | Bildschirme                          |
| 09       | Kenny Duerlund               | Forget It All M/T: Henrik Tala, Mila Falls, Patrick Jean, Kenny Duerlund                                    | Englisch | Alles vergessen                      |
| 10       | Jasmin Rose feat. RoxorLoops | Human M/T: Erik Smaaland, Gavin Jones, Grace Risch, Lise Cabble                                             | Englisch | Mensch                               |

 Kandidat hat sich für das Super-Finale qualifiziert.

### Superfinale

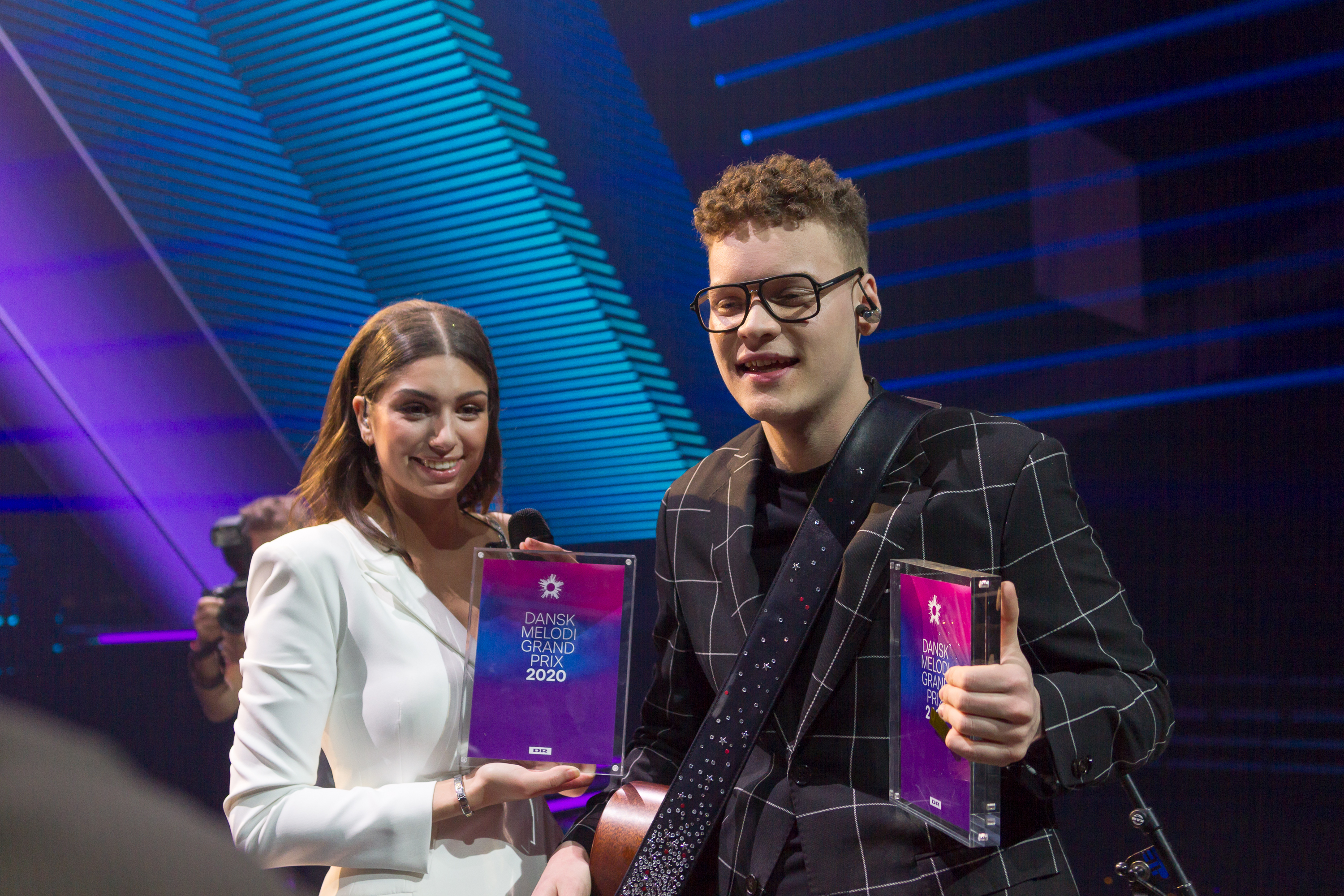
Ben & Tan nach ihrem Sieg

Im Superfinale setzten sich Ben & Tan durch.
| Platz | Startnr. | Interpret      | Lied Musik (M) und Text (T)                                                                                 | Zuschauerstimmen |
| ----- | -------- | -------------- | --- | ---------------- |
| 1.    | 1        | Ben & Tan      | Yes M/T: Emil Lei, Jimmy Jansson, Linnea Deb                                                                | 61 %             |
| 2.    | 3        | Sander Sanchez | Screens M/T: Jonas Thander, Liam Craig, Christopher Wortley                                                 | 20 %             |
| 3.    | 2        | Emil           | Ville ønske jeg havde kendt dig M/T: Esben Svane, Emil Vestergaard Klausen, Gavyn Matthew Bailey, Tim Schou | 19 %             |